# Djamel Fares
Djamel Fares (en arabe : جمال فارس), né le 22 octobre 1962 à Alger, est un judoka algérien. 

## Carrière
Djamel Fares évolue dans la catégorie des moins de 95 kg. Il est médaillé d'argent en individuel et médaillé d'argent par équipes aux Championnats d'Afrique de judo 1983 à Dakar. Il remporte deux nouvelles médaille d'argent dans sa catégorie aux Championnats d'Afrique de judo 1985 à Tunis et aux Championnats d'Afrique de judo 1986 à Casablanca.
Il est médaillé de bronze aux Jeux africains de 1987 à Nairobi  et médaillé d'argent aux Jeux africains de 1991 au Caire.